# Croix des morts de Faucogney-et-la-Mer
La croix des morts de Faucogney-et-la-Mer est une croix située à Faucogney-et-la-Mer, en France.

## Localisation
La croix est située sur la commune de Faucogney-et-la-Mer, dans le département français de la Haute-Saône.

## Historique
L'édifice est inscrit au titre des monuments historiques en 1989.